# Typ 94 Panzerzug
Der Typ 94 Panzerzug (japanisch 九四式装甲列車 Kyuyanishiki rikko ichou shi shitachi, deutsch ‚Typ 94 Panzerzug‘) war ein Panzerzug des Kaiserlich Japanischen Heeres, der von 1934 (Kōki 2594, daher die Typbezeichnung) bis 1945 während der japanischen Besetzung der Mandschurei und des Zweiten Japanisch-Chinesischen Kriegs eingesetzt wurde.

## Geschichte

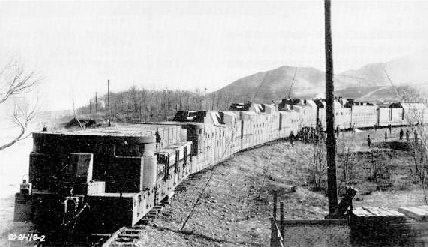
Der Typ 94 Panzerzug von vorne.

Im Zuge der Mandschurei-Krise besetzte die Kwantung-Armee 1931 die Mandschurei. Die bereits nach dem Russisch-Japanischen Krieg (1904–1905) in Dalian von Japan gegründete Südmandschurische Eisenbahn baute das mandschurische Eisenbahnnetz innerhalb kürzester Zeit auf 12.000 Kilometer aus, was mehr als der Hälfte des chinesischen Eisenbahnnetzes entsprach. Zur Überwachung und zum Schutz des stetig wachsenden Schienennetzes erprobte die Kwantung-Armee einige gepanzerte Schienenfahrzeuge wie den Typ 91 Breitspur-Triebwagen. Die Ausdehnung der besetzten Gebiete ab 1931 erforderte stärker gepanzerte und bewaffnete Schienenfahrzeuge, da die Kämpfe gegen Chinesen sich größtenteils entlang des Schienennetzes abspielten. Dabei spielten Panzerzüge nicht nur eine offensive wie defensive Rolle, sondern wurden zu Patrouillenzwecken eingesetzt. Bei der Besetzung der Mandschurei hatten die Japaner einige Panzerzüge der Mandschurischen Armee erbeutet, die jedoch nicht ausreichend für ihre Aufgabe waren. 1933 ließ die Kwantung-Armee zwei anspruchsvolle Entwürfe erstellen: den Rinji Soko Ressha (deutsch „Spezial-Panzerzug“), der der 2. Panzerzug-Einheit in der Mandschurei zugeteilt war, und den schwer bewaffneten Typ 94 Panzerzug, der ab 1934 der 2. Panzerzug-Einheit unterstellt war.
Bei der Planung des Typ-94-Panzerzugs wurde bereits auf die Erfahrung mit dem „Spezial-Panzerzug“ zurückgegriffen. Der Bau des Zuges erfolgte durch die Südmandschurische Eisenbahn-Aktiengesellschaft und umfasste eine gepanzerte Lokomotive sowie anfangs sieben gepanzerte Waggons, die mit Flugabwehrgeschützen und Maschinenkanonen bewaffnet waren. Die Reichweite des Zuges betrug 150 km bei einer Höchstgeschwindigkeit von 60 km/h in flachem Gelände.

## Gliederung des Zuges

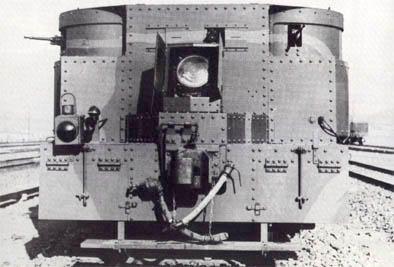
Aufklärungswagen an der Spitze des Zuges mit zwei 13,2-mm-Maschinengewehren des Typs 93 sowie 300-mm-Suchscheinwerfer

Ursprünglich war der Typ 94 Panzerzug mit 7 Waggons plus Lokomotive geplant. Später wurde noch ein weiterer Waggon integriert.
Alle Waggons waren mit Bremse, Heizsystem und Vorrichtungen zur Anbringung von Hängematten für die Besatzung ausgestattet. Der Zug war wie folgt gegliedert:

### Wagen 1: Aufklärungswagen

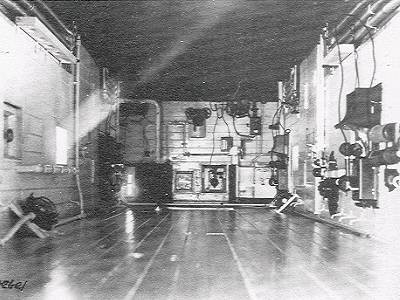
Innenraum des Aufklärungswagen

Wagen 1 an der Spitze des Zuges war der Aufklärungswagen. Der umgebaute 50-t-Kohle-Waggon war mit zwei schweren Maschinengewehren Typ 93 im Kaliber 13,2 mm (3000 Schuss) bewaffnet, die in drehbaren Türmen mit 110° Seitenrichtbereich angebracht waren. Im Frontbereich befand sich ein 300-mm-Suchscheinwerfer. Für eventuelle Reparaturen des Schienenweges waren Schienen und Schwellen geladen.

### Wagen 2: ArtilleriewagenKo

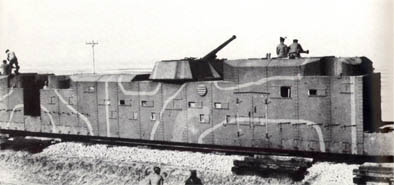
Artillerie-Waggon KO mit Typ 14 10-cm-Flak (Fahrtrichtung nach links)

Der 60 t schwere Artilleriewagen Ko war mit einer Typ 14 10-cm-Flugabwehrkanone (nur für horizontalen Beschuss, 200 Schuss) und zwei 7,7-mm Maschinengewehren Typ 92 bewaffnet.

### Wagen 3: ArtilleriewagenOtsu
Ausstattung wie Artilleriewagen Ko sowie Toiletten und Wassertank. Die Typ 14 10-cm-Flugabwehrkanone befand sich in diesem Wagen eine Ebene höher als im Ko-Wagen, damit beide Geschütze gleichzeitig nach vorne feuern konnten.

### Wagen 4: ArtilleriewagenHei
Der 60 t schwere Artilleriewagen Hei war mit zwei Typ 88 7,5-cm-Flugabwehrkanonen (300 Schuss) bewaffnet.

### Wagen 5: Kommandowagen
Der 60 t schwere Kommandowagen war mit zwei schweren Maschinengewehren Typ 93 (3000 Schuss) sowie zwei 300-mm-Suchscheinwerfern ausgerüstet. Seine Besatzung verfügte über Beobachtungs- und Höhenerfassungsausrüstung und Periskope. Das schwere Funkgerät hatte eine Reichweite von 500 km. Des Weiteren befanden sich ein Funkgerät für kürzere Reichweite an Bord des Zuges sowie Telefone für die Kommunikation innerhalb des Zuges.

### Lokomotive

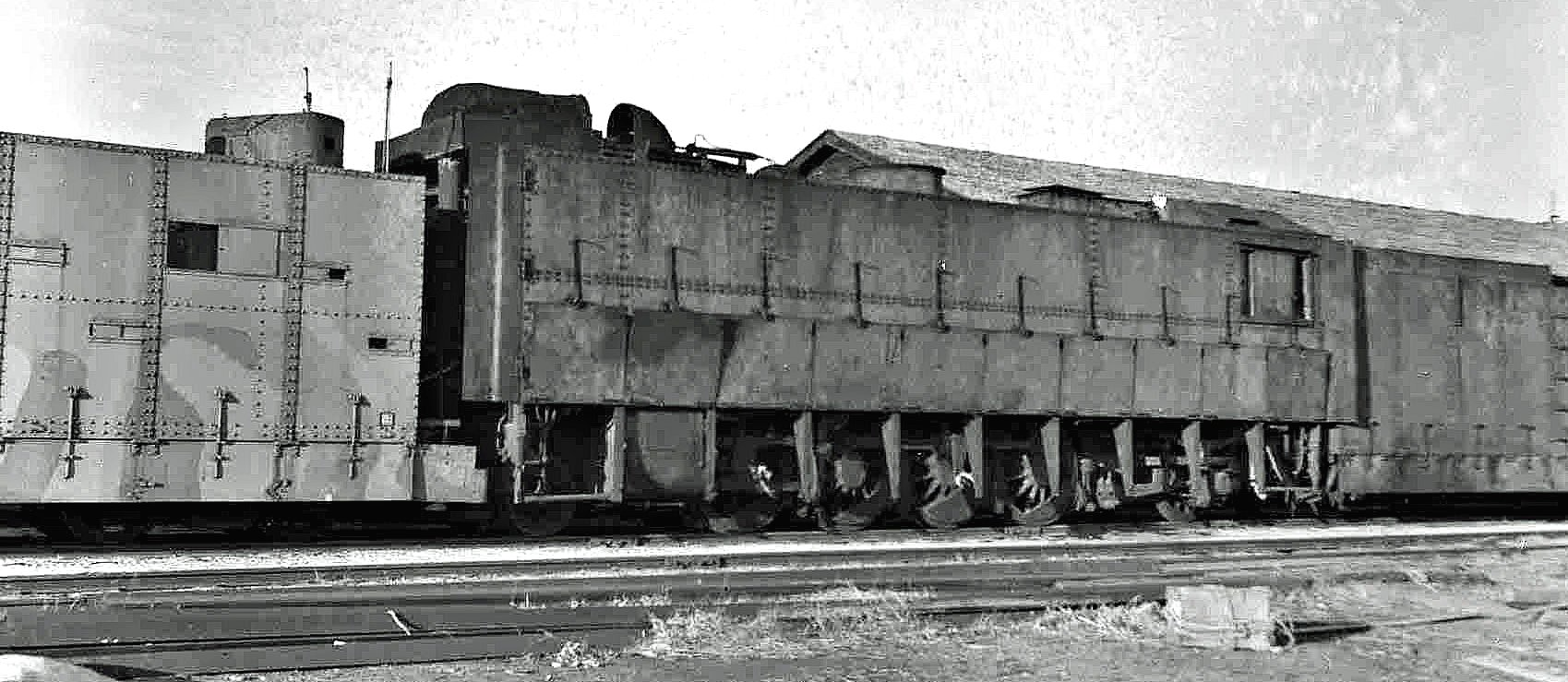
Detailansicht der Mikado-Dampflokomotive

Als Lokomotive diente eine modifizierte Mikado-Dampflokomotive.

### Wagen 6: Tender
Der Tender führte einen Kohlevorrat mit, der dem Zug eine Reichweite von etwa 150 km ermöglichte. Die Bewaffnung bestand aus zwei schweren Maschinengewehren Typ 93.

### Wagen 7: Elektrizitätswagen
In dem 60 t schweren Waggon befand sich die Elektrizitätserzeugung, die auf drei Räume aufgeteilt war. Raum 1 beinhaltete den Generator, Raum 2 den Funkraum für das schwere Funkgerät und Raum 3 die Batterien. Die Bewaffnung bestand aus zwei schweren Maschinengewehren Typ 93 (3000 Schuss). Am Ende des Zuges war ein weiterer 300-mm-Suchscheinwerfer angebracht.